# Христо Кръстевски
Христо Кръстевски (на македонска литературна норма: Христо Крстевски) е писател, разказвач, романист и есеист от Република Македония.

## Биография
Роден е на 8 март 1941 година в Струмица, тогава в Югославия. Завършва Филологическия факултет на Скопския университет. Работи в Събранието на град Щип. Член е на Дружеството на писателите на Македония от 1989 година.